# Atelopus bomolochos
Atelopus balios é uma espécie de sapo da família Bufonidae. Ele é endêmico no Equador. Seu habitat natural são as florestas úmidas das montanhas em áreas tropicais e subtropicais, pradarias tropicais e subtropicais de elevada altitude, pastos e áreas próximas aos rios. Está ameaçado pela perda do seu habitat